# Bay (Haute-Saône)
Bay is een gemeente in het Franse departement Haute-Saône (regio Bourgogne-Franche-Comté) en telt 122 inwoners (2011). De oppervlakte bedraagt 4,87 km², de bevolkingsdichtheid is 25,1 inwoners per km².

## Demografie
Onderstaande figuur toont het verloop van het inwonertal (bron: INSEE-tellingen).

1. ↑  Populations de référence 2022.